# Stádlec
Stádlec är en köping i Tjeckien.   Den ligger i regionen Södra Böhmen, i den centrala delen av landet, 80 km söder om huvudstaden Prag. Stádlec ligger 453 meter över havet och antalet invånare är 618.
Terrängen runt Stádlec är platt. Runt Stádlec är det ganska glesbefolkat, med 42 invånare per kvadratkilometer. Närmaste större samhälle är Tábor, 12,4 km öster om Stádlec. I omgivningarna runt Stádlec växer i huvudsak blandskog.